# عبد القادر مؤمن
عبد القادر مؤمن (ولد بين عامي 1950 و1953) هو إسلامي صومالي وزعيم الدولة الإسلامية في الصومال. وكان في السابق أحد كبار السلطات الدينية في حركة الشباب.

## سيرته
وُلِد مؤمن في قندلة، بأرض النبط في الصومال لوالدين من قبيلة ماجرتين علي ساليبان، ووصل إلى المملكة المتحدة في الفترة 2005-2006، بعد أن عاش في الفترة 1990-2003 في مقاطعة أنغيرد في شمال شرق جوتنبرج، السويد. وفي المملكة المتحدة، ألقى خطبة في مسجد قباء في ليستر ومركز غرينتش الإسلامي في لندن. في عام 2010، شارك في مؤتمر صحفي إلى جانب السجين السابق في خليج جوانتانامو معظم بيك لصالح مؤسسة CAGE الخيرية، والتي كانت تطلق تقريرًا ينتقد تكتيكات مكافحة الإرهاب الغربية في شرق إفريقيا.
وبعد أشهر قليلة عاد إلى الصومال، بعد أن خضع للتحقيق من قبل جهاز المخابرات البريطاني بتهمة ترويج التطرف بين الشباب. كان مؤمن قد ألقى خطبًا في المسجد الذي كان يرتاده مايكل أديبولاجو، منفذ عملية قتل الجندي البريطاني لي ريجبي. انضم مؤمن إلى حركة الشباب وأحرق جواز سفره البريطاني علنًا أمام حشد من المؤيدين في أحد المساجد.
في 22 أكتوبر 2015، أعلن الولاء لأبي بكر البغدادي وتنظيم الدولة الإسلامية ، وأنشأ "الدولة الإسلامية في الصومال. في منطقة جلجالة.
في 31 أغسطس 2016، تم تصنيفه كـ "إرهابي عالمي محدد بشكل خاص" من قبل وزارة الخارجية الأمريكية.
في 31 مايو 2024، استُهدف بغارة جوية أمريكية جنوب شرق بوصاصو في الصومال، مما أسفر عن مقتل ثلاثة مسلحين، لكن وفاته لم تتأكد.